# Евангелическо-лютеранская церковь Ингрии
Евангелическо-лютеранская церковь Ингрии (фин. Inkerin Evankelis-Luterilainen Kirkko) (Церковь Ингрии, ЕЛЦИ) — российская лютеранская конфессиональная церковь скандинавской традиции. Свою историю отсчитывает с 1611 года (года основания одного из старейших лютеранских приходов на территории Ингерманландии). Зарегистрирована как религиозная организация 14 сентября 1992 года.

## История

### В составе Церкви Швеции (1617—1720)

#### Предыстория (1617—1639)
По Столбовскому миру земли северо-западной Руси перешли под контроль Швеции (к тому моменту уже принявшей Аугсбургское исповедание). В результате значительная часть русского населения и часть обрусевших местных жителей покинула данную территорию. Пустующие земли по решению короля Швеции были заселены жителями центральной Финляндии. Здесь был организован ряд приходов, начато строительство церковных зданий. Первым, в 1611 году, был создан приход в Лемболово. Вновь созданные приходы являлись частью Церкви Швеции и в 1618 году были включены в состав Выборгской епархии.

#### Ниенское и Ивангородское пробства Церкви Швеции (1639—1641)
В 1639 году выборгский генерал-губернатор разделил территорию Ингрии на Ниенское и Ивангородское пробства.

#### Нарвская суперинтенденция Церкви Швеции (1641—1720)
В 1641 году в Нарве была создана суперинтенденция, ведавшая всеми делами, касающимися поставления священников и содержания храмов, через год — консистория. Четыре асессора при суперинтенденте представляли интересы, соответственно, финского, шведского, русского и немецкого населения. Ко времени возвращения Ингрии в состав России здесь насчитывалось 28 приходов, имевших многочисленные филиалы и разделённых на три пробства.

### В составе Евангелическо-лютеранской церкви России (1720—1919)

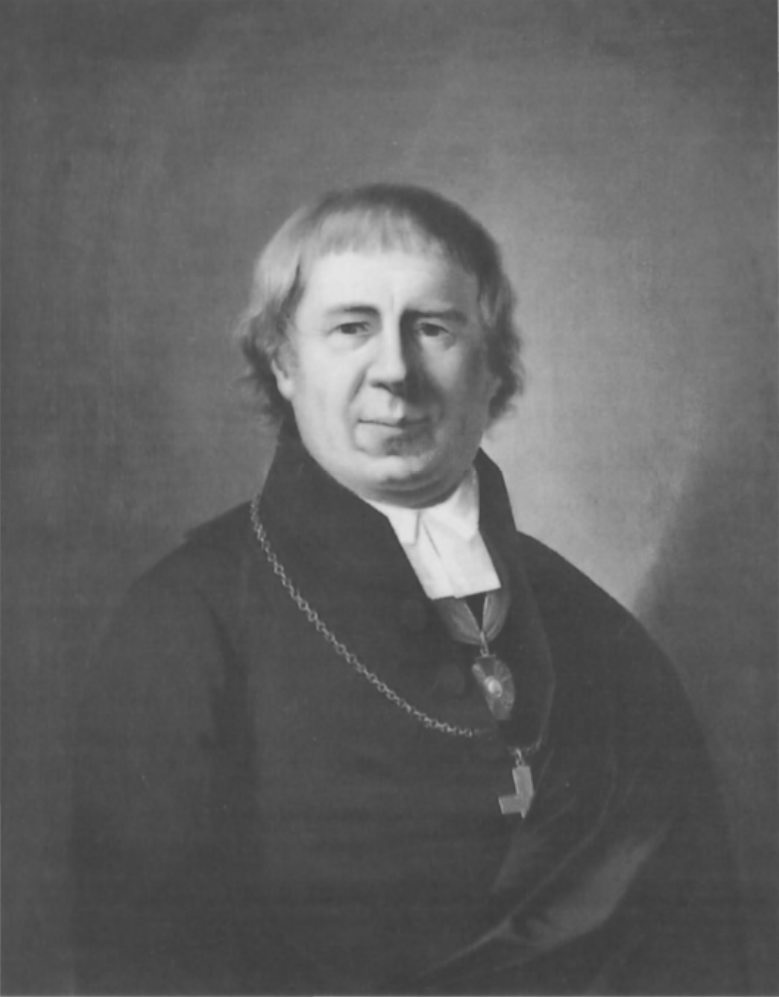
Закариас Сигнеус

#### Нарвская суперинтенденция Евангелическо-лютеранской церкви России (1720—1832)
В результате Северной войны территория Ингерманландии перешла к России. В 1720 году Нарвская суперинтенденция была передана Юстиц-коллегии Лифляндских и Эстляндских дел, в 1727 году — Консисториальному отделу Юридической коллегии при Святейшем правительствующем синоде, в 1734 году — вновь Консисториальному заседанию Юстиц-коллегии лифляндских и эстляндских дел. В том же 1734 году императрица Анна Иоанновна подарила финско-шведской общине участок в Санкт-Петербурге, в районе современного Невского проспекта, на котором была построена первая деревянная церковь во имя Святой Анны. После разделения общины в 1745 году на шведскую и финскую, финская община осталась на прежнем месте. В 1767 году финны построили церковь Святой Марии, которая стала главной финской церковью России. Помимо неё существовали отдельные приходы в финских поселениях, так что духовное окормление получало население почти 800 финских деревень.
20 июля 1819 года с целью навести порядок в евангелическо-лютеранских общинах император Александр I издал указ о создании епископской кафедры, которой подчинялись бы все евангелическо-лютеранские приходы Российской империи, и Генеральной консистории, состоящей поровну из мирян и священнослужителей. Первым президентом Генеральной консистории был назначен попечитель Дерптского учебного округа Карл Андреевич Ливен (числился на этом посту лишь номинально, поскольку указ не был реализован). Духовным главой Евангелической церкви назначался епископ, кандидатуру которого должен был утверждать император.
В январе 1820 года по приглашению императора Александра I в Санкт-Петербург приехал епископ Закариас Сигнеус из финского города Порвоо (Борго). Призвание епископа из Великого Княжества Финляндского было связано с тем, что финская церковь сохранила преемство от Церкви Швеции. При помощи архиепископа Финляндии Якоба Тенгстрёма епископ начал реорганизацию церковной жизни как Санкт-Петербурга, так и лютеранских приходов по всей России. Однако смерть Александра I помешала довести эти планы до конца. Сигнеус принимал участие в работе над новым церковным законом, но скончался до его принятия.

#### Санкт-Петербургский консисториальный округ Евангелическо-лютеранской церкви России (1832—1919)
В законе, подписанном Николаем I 28 декабря 1832 года, упоминание об историческом епископате отсутствовало. Нарвский суперинтенденция была упразднена, её пробства были включены в Санкт-Петербургский консисториальный округ. Впоследствии основную роль в управлении Евангелическо-лютеранской церковью Российской империи стали играть немцы с сохранением автономии трех ингерманландских пробств. Необходимо заметить, что, несмотря на существование финских приходов, отдельной лютеранской церкви для финнов не было — все приходы входили в структуру, признанную государством, что имело свои положительные и отрицательные стороны. Положительным было то, что Церковь имела поддерживаемый государством статус и государство принимало активное участие в её финансировании; с другой стороны, деятельность Церкви находилась под жёстким контролем со стороны министерства внутренних дел, которое определяло помимо места организации нового прихода и язык проповедей в нём, причём проповеди на русском языке были запрещены до 1905 года. В целом такое состояние определялось как «золотая клетка». В 1856 году Санкт-Петербургский консисториальный округ насчитывал 224 095 прихожан, 80 духовных лиц, 164 церкви.

### Финская церковь Ингрии (1919—1960-е)

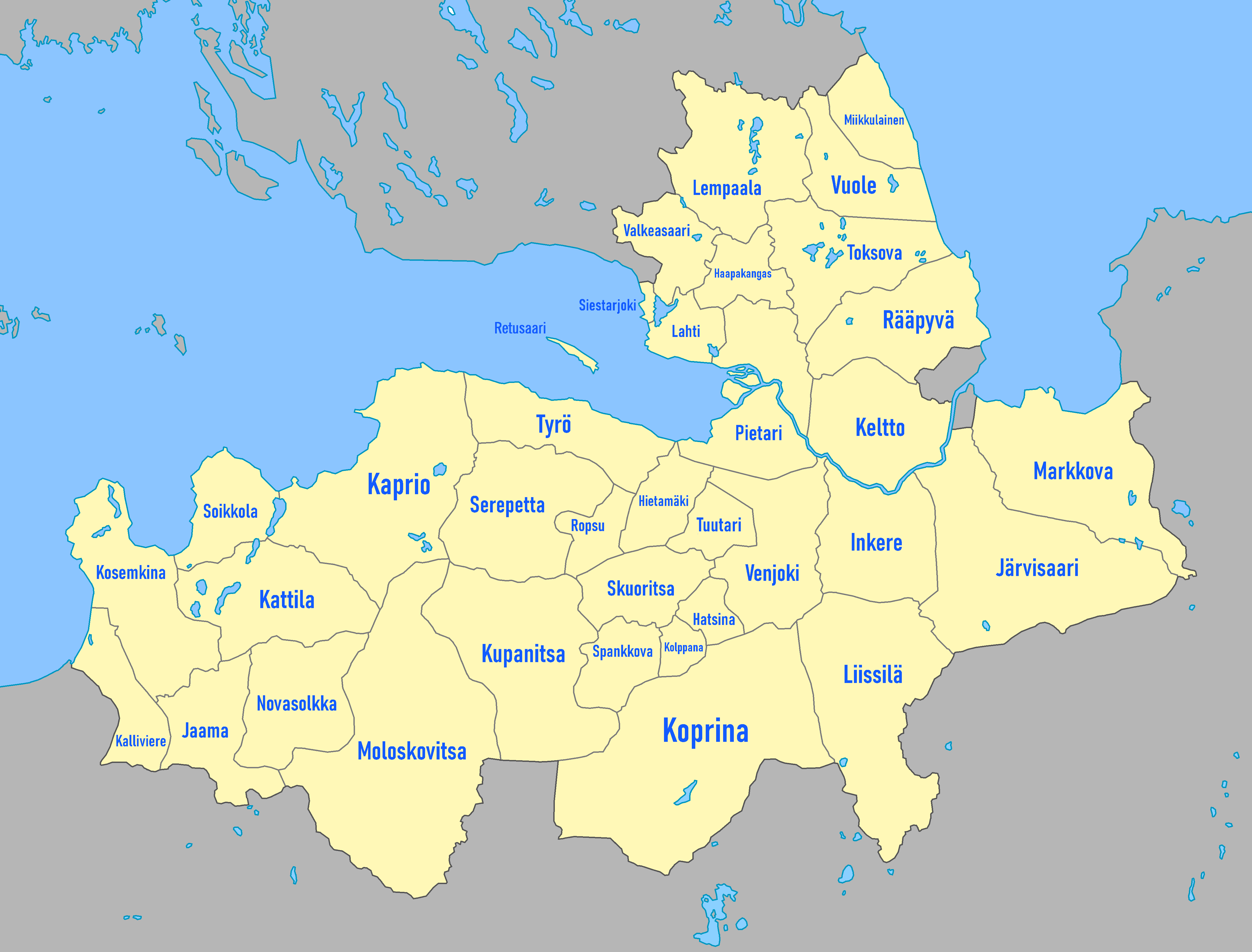
Исторические приходы Церкви Ингрии
(1930-е годы)

В первые годы Советской власти отношение государственных структур к финской церкви было достаточно лояльным, что позволило финнам не только организовать собственную Церковь, но начать вести проповеди на русском языке. В январе 1919 года представители финских приходов собрались в Петрограде и сформировали Комитет финско-ингерманландских евангелическо-лютеранских общин, а в конце сентября того же года Комитет принял решение об объявлении Финской церкви Ингерманландии независимой, так как Генеральной консистории более не существовало.
3 марта 1921 года Российский евангелическо-лютеранский епископский совет официально провозгласил, что отныне приходы Церкви Ингрии образуют самостоятельный синодальный округ с консисторией. В Москве был организован Генеральный синод, существовавший до 1935 года, при котором позднее возник епископский совет. Его председателем стал пробст Феликс Фридольф Реландер, гражданин Финляндии, посвящённый в 1921 году в сан епископа финских лютеранских приходов.
В 1925 году Феликс Реландер умер, а его обязанности перешли к консистории из трёх пасторов и четырёх мирян. Один из этих пасторов — Селим Ялмари Лауриккала (1882—1957), настоятель прихода Ряяпювя стал председателем консистории, но епископом не именовался. При нём руководство приходами осуществлял Ингерманландский евангелическо-лютеранский Главный церковный совет состоявший по уставу из двух духовных и пяти прочих лиц, избираемых на три года.
Однако такое положение сохранялось недолго. Постановлением Президиума ВЦИК от 8 апреля 1929 года были запрещены обучение в приходах, работа с молодёжью и все виды социального служения. C 1928 по 1935 годы в Среднюю Азию, Сибирь и на Кольский полуостров было выселено 60 тысяч ингерманландцев. Весной 1935 года вышел циркуляр Главного управления милиции НКВД СССР «Об очистке двадцати двух километровой пограничной полосы от кулацкого и антисоветского элемента». В результате перестал существовать Куйвозовский финский национальный район — из него выслали более 22 тысяч человек. В 1936 году около 10 тысяч ингерманландцев переселили в Вологодскую область. В 1930-е годы все ингерманландские приходы были закрыты, пасторы и наиболее активные прихожане эмигрировали или были репрессированы, церкви и их имущество конфискованы.
На территории, завоёванной немцами после начала Великой Отечественной войны, проживало около 63 тысяч ингерманландцев. Для проверки условий их жизни была создана комиссия, которая посетила Гатчину, Пушкин, Красное Село, Тосно и Волосово. С учётом мнения комиссии, чтобы утолить духовный голод местных жителей, в августе 1942 года из Финляндии был направлен военный пастор лейтенант Юхани Яскеляйнен. Весной 1943 года к нему присоединились пасторы Юсси Тенкку (только что рукоположённый) и Рейно Юлёнен (в 1930-х годах служивший в приходах Эстонской Ингерманландии). Вновь стали действовать около 20 общин, велись конфирмационные занятия, совершались Таинства. Однако в 1943 году, в связи с депортацией ингерманландцев в концлагерь Клоога, эта попытка возрождения закончилась. Последнее богослужение совершил Рейно Юлёнен в приходе Скворица.
Вплоть до 1950-х годов в среде ингерманландцев существовали тайные собрания верующих, которыми преимущественно руководили женщины, наиболее известными среди которых были Мария Каява и Катри Кукконен, или харизматические проповедники. В мае 1949 года из ссылки в Петрозаводск вернулся Матти Кукконен, бывший член церковного совета общины в Колтушах, который, поселившись в частном доме на окраине города, начал по собственной инициативе проводить богослужения, совершать Таинства и конфирмировать желающих.
В 1953 году из ссылок вернулись два оставшихся в живых пастора Юхани Вассель (фин. Juhana Vaasseli) и Пааво Хайми (фин. Paavo Haimi), которые как могли, проводили духовное окормление немногочисленной паствы, возвратившейся в родные места. Они поселились в Петрозаводске. По их возвращении духовная жизнь общины Карелии оживилась. Люди вновь смогли получать Причастие, участвовать в конфирмационном обучении. Летом, пасторы духовные собрания из-за большого количества народа проводили на кладбищах. Часто о таких собраниях доносили и они разгонялись милицией.
В 1958 году общину в Петрозаводске посетил эстонский архиепископ Ян Кийвит, давший совет о том, как зарегистрировать общину. Однако заявление ингерманландцев в Совет по делам религий при Кабинете министров СССР, под которым стояли 703 подписи, было отклонено.

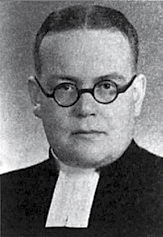
Рейно Юлёнен. 1940 год
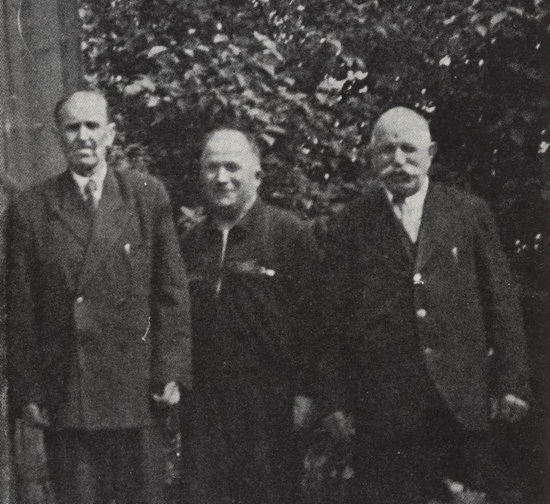
Пасторы: Юхана Ваассели, Пааво Хайми и Матти Кукконен в деревне Колтуши. 1958 год

### В составе Эстонской евангелическо-лютеранской церкви (1960-е — 1992)
В конце 1960-х годов финны-ингерманландцы вошли в состав Эстонской лютеранской церкви — первое богослужение прошло в старой церкви в Нарве. Проводил его эстонский пастор Эльмер Куль, не знавший финского языка и поэтому служивший по транскрипции, однако церковь, рассчитанная на 250 мест, собрала на первое богослужение 800 человек. 20 июня 1969 года был зарегистрирован лютеранский приход в Петрозаводске (ему пришлось долго ютиться на дальней северо-западной окраине города, и первоначально — в старой избе), и в сентябре пастор Эльмер Куль был официально назначен эстонской церковью на служение в Петрозаводске.
В 1977 году был зарегистрирован приход в городе Пушкине. Дальнейшее развитие Церкви связано с именем Арво Сурво, первоначально диакона в пушкинском приходе. В конце 1980-х годов он и его единомышленники начали восстановление церковных зданий в финских деревнях, причём начало было положено с церкви в деревне Губаницы Волосовского района. Всего было построено пять новых и восстановлено шестнадцать старых молитвенных зданий. В декабре 1987 года архиепископ Эстонии Куно Паюла рукоположил Арво Сурво, который окончил семинарию в Таллине. В 1989 году Арво Сурво поднял вопрос о создании внутри Церкви Эстонии самостоятельного Ингерманландского пробства, однако первоначально получил отказ. 4 мая 1989 года представители пяти ингерманландских приходов подписали в Губаницах декларацию о воссоздании Финской евангелическо-лютеранской церкви Ингрии, «полностью самостоятельной во внутренней жизни», хотя и «признающей авторитет» Эстонского архиепископа, и образовали Правление во главе с А. Куортти и А. Сурво. 19 июля 1989 года был зарегистрирован приход в Колтушах, 22 февраля 1990 года получили регистрацию приходы в Нарвуси (Кузёмкино), Токсово и Скворицах, в августе — в Гатчине. В 1990 году Эстонская церковь выделила вновь созданные приходы в Ингерманландское пробство во главе с приглашённым из Финляндии пастором Лейно Хассиненом. 19 мая 1991 года в Губаницах архиепископ Паюла рукоположил ещё четырёх пасторов для служения в Ингерманландском пробстве.

### Церковь Ингрии (с 1992)
10 июля 1991 года совет Ингерманландского пробства принял решение о создании независимой Церкви Ингрии. А августе 1991 года была провозглашена независимость Эстонии, и 1 января 1992 года с согласия Евангелическо-лютеранской церкви Эстонии Ингерманландское пробство было преобразовано в независимую Евангелическо-лютеранскую церковь Ингрии. Российские власти зарегистрировали новую церковь 14 сентября 1992 года. Предстоятелем церкви стал Лейно Хассинен, в 1993 году хиротонисаный в епископы.
5 ноября 1991 года был зарегистрирован приход в Саранске — первый миссионерский приход в российской провинции.

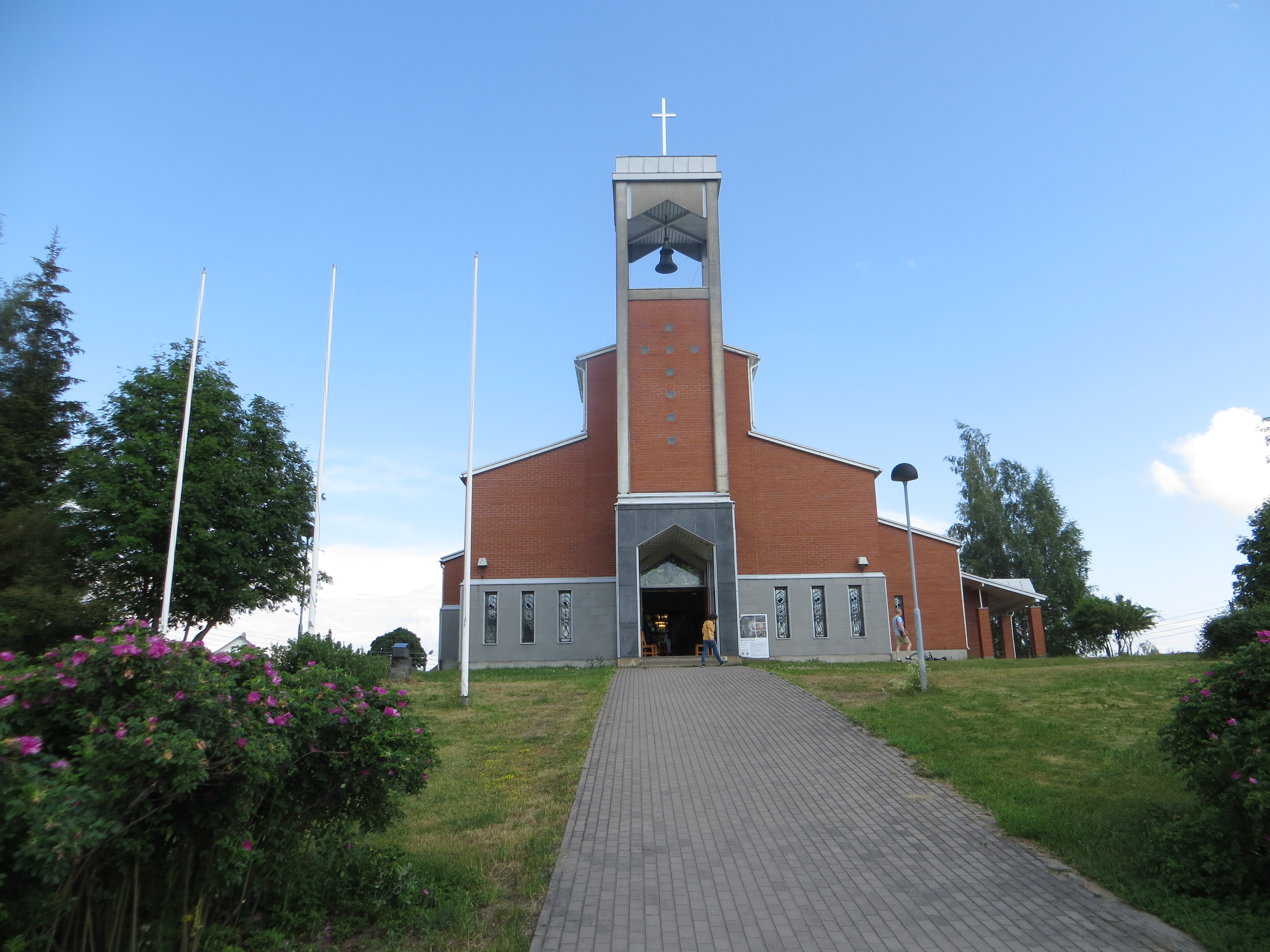
Церковь св. Георгия в Колбино

В октябре 1992 года была освящена церковь св. Георгия в Колбино — первое ингерманландское церковное здание, построенное на исторических землях Ингерманландии после 1917 года.
В 1996 году новым епископом Церкви Ингрии стал настоятель Колтушской общины Арри Кугаппи. Хиротонию совершили епископы Лейно Хассинен (Церковь Ингрии), Матти Сихвонен (Куопио, Финляндия), Верне (Будё, Норвегия), Хенрик Свенунгссон (Швеция) и Георг Кречмар (Россия), а также архиепископ Яан Кийвит (Эстония).
10 мая 2019 года Арри Кугаппи проинформировал Синодальный совет церкви о желании выйти на пенсию по возрасту в установленный Уставом срок. 19 октября 2019 года на XXX Синоде ЕЛЦИ новым епископом был избран ректор Теологического института Церкви Ингрии, настоятель Губаницкого прихода пастор Иван Сергеевич Лаптев.
9 февраля 2020 года на торжественном богослужении в церкви св. Марии пастор Иван Сергеевич Лаптев был рукоположён в епископы. Рукоположение совершили епископ-эмеритус Арри Кугаппи (Евангелическо-лютеранская церковь Ингрии), архиепископ Янис Ванагс (Латвийская евангелическо-лютеранская церковь), епископ Всеволод Лыткин (Сибирская евангелическо-лютеранская церковь), епископ Тийт Салумяэ (Эстонская евангелическо-лютеранская церковь) и епископ Сеппо Хяккинен (Евангелическо-лютеранская церковь Финляндии).

## Современное положение

### Число приходов и прихожан
В 2009 году в Церковь Ингрии насчитывала 75 приходов и 13—15 тысяч прихожан. В 2019 году число приходов оценивалось в 79.

### Этнический состав
В начальный период большинство прихожан Церкви составляли этнические ингерманландцы, однако их количество постепенно сокращается, поэтому большинство приходов имеют смешанный или чисто русскоязычный состав. В начале 2000-х годов русский язык официально стал главным богослужебным языком в ЕЛЦИ.

## Структура

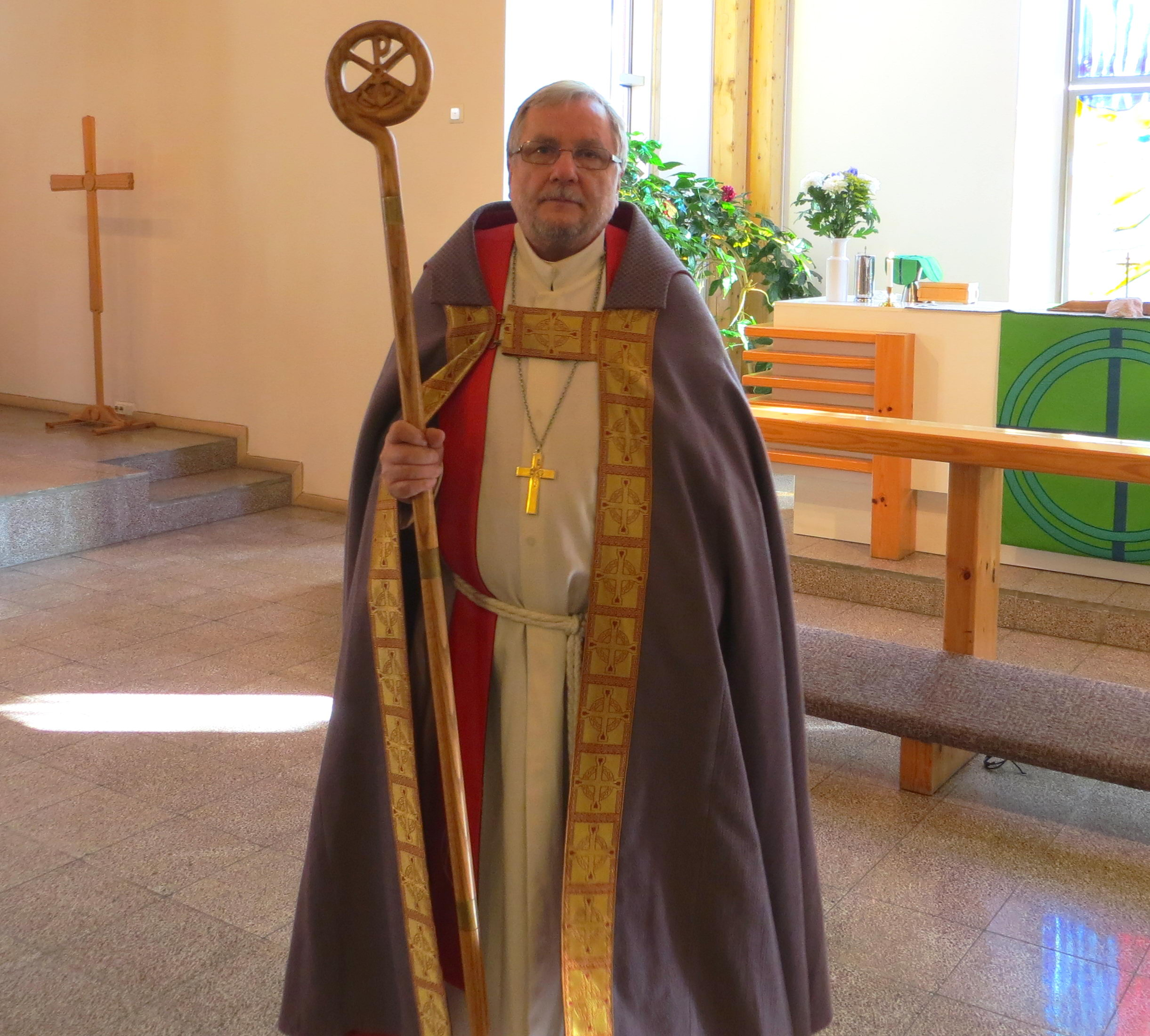
Епископ-эмеритус ЕЛЦИ А. М. Кугаппи